# Prince of Persia: Harem Adventures
Prince of Persia: Harem Adventures è un videogioco per N-Gage e telefono cellulare sviluppato da Gameloft nel 2003, facente parte della serie Prince of Persia. Utilizza le medesime meccaniche di gioco del primo capitolo della serie.